# Brinckochrysa cardaleae
Brinckochrysa cardaleae är en insektsart som först beskrevs av Tim R. New 1980.  Brinckochrysa cardaleae ingår i släktet Brinckochrysa och familjen guldögonsländor. Inga underarter finns listade i Catalogue of Life.